# Te blond
Te blond is een nummer van het Nederlandse cabaret- en zangduo Veldhuis & Kemper uit 2004. Het is de derde en laatste single van hun debuutalbum Half zo echt. Het nummer beschrijft een meisje dat er niet uitziet, maar wel heel mooie ogen heeft.
"Te blond" werd een bescheiden hitje in de Nederlandse Top 40 waar het de 29e positie haalde.